# Federazione pallavolistica della Bosnia ed Erzegovina
La Federazione bosniaca di pallavolo (bos. Odbojkaški savez Bosne i Hercegovine, OSBH) è un'organizzazione fondata per governare la pratica della pallavolo in Bosnia ed Erzegovina.
Organizza il campionato maschile e femminile, e pone sotto la propria egida la nazionale maschile e femminile.
Ha aderito alla FIVB nel 1992.